# Patricio Delgado Luaces
Patricio Valentín Sisto Delgado Luaces (Mondoñedo, 6 de agosto de 1850-†La Habana, 25 de abril de 1900) fue un escritor y combatiente carlista español. Fue autor de una de las escasas novelas escritas en gallego en el siglo XIX: A besta!, que presentó bajo el seudónimo de Xan de Masma.

## Biografía

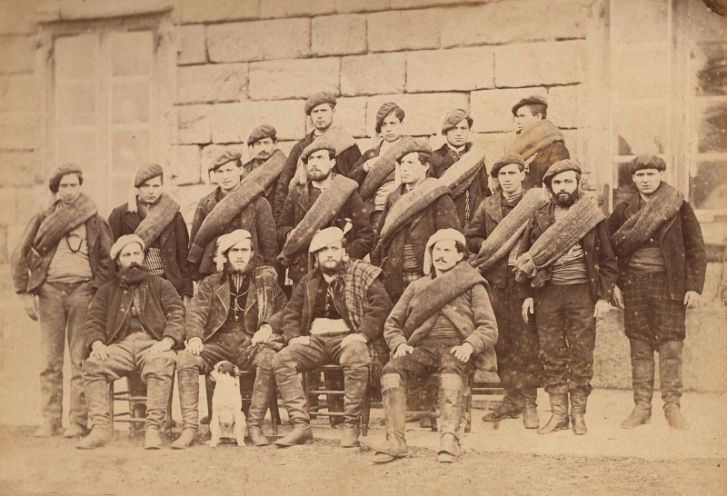
La partida mindoniense de David Cornejo.

Los datos sobre la vida de Delgado Luaces son escasos. Durante mucho tiempo se conoció la existencia de su novela, publicada con seudónimo, citada ya en la obra de Uxío Carré Aldao en 1911, y aunque conocía el nombre del autor, prefirió guardar su anonimato. Sería Xesús Alonso Montero quien diese las primeras noticias ciertas sobre el autor en un artículo de año 1970, desvelando su nombre: Patricio Valentín Sixto Delgado Luaces, bautizado en la ciudad de Mondoñedo el 6 de agosto de 1850, que había sido capitán en una partida tradicionalista que actuó durante la tercera guerra carlista en tierras mindonienses, por cuya causa ingresaría como cautivo en el castillo de Santo Antón de la ciudad de La Coruña (según datos posteriores, estuvo ingresado entre 1875 y 1885). Descubrió, por último, que colaboraba en la revista cubana Follas Novas y de que falleció en La Habana, posiblemente en marzo de 1900, según se deduce de una esquela insertada en El Eco de Galicia, del 30 de marzo de 1900.

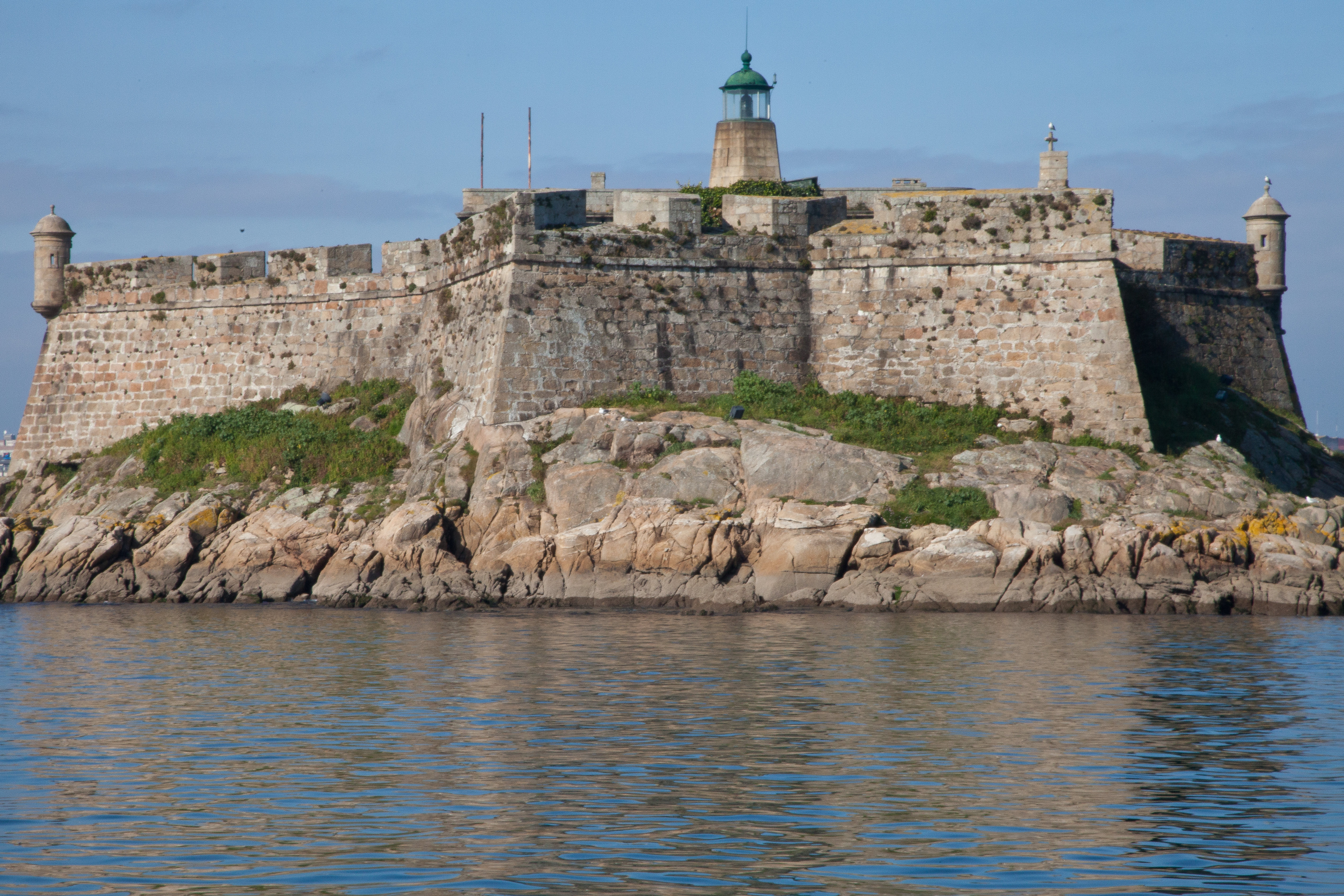
Castelo de Santo Antón.

De la lectura de la propia novela, se infiere que el autor estudió en el seminario conciliar de su ciudad natal; que conocía a fondo el ambiente y las personas de Mondoñedo y su comarca; que participó en las luchas políticas del último tercio del siglo XIX (no sólo lucha en la comarca mindoniense, sino que demuestra haber combatido en las Provincias Vascongadas y Navarra); y que fue enviado a Cuba para luchar en el Ejército español contra los separatistas cubanos.

## La novela
Fue publicada a manera de folletín en la citada revista Follas Novas, por entregas desde el 29 de enero de 1899 hasta finales de diciembre de 1900. Se trata de una obra muy extensa: 390 páginas en folletín (unas 260 en la edición de 1993), que conforman a más amplia de las novelas gallegas del siglo XIX, y una de las más extensas de toda la literatura gallega
La obra es relatada por un narrador omnisciente, que muestra la visión de los hechos a la manera de unas memorias; aunque ese narrador transluce al propio autor, este se oculta en el escrito. El argumento contrapone las luchas políticas del último tercio del siglo XIX entre contendientes que reduce la liberales y tradicionalistas. Dado que el autor comulga con el ideario carlista, presenta a los liberales como amorales en todos los sentidos (desde manipuladores de las elecciones a malversadores, pasando por irreligiosos, si no ateos), concentrando el símbolo totalizador de ellos en la figura de un cacique ("la bestia"), sátiro insaciable, que se aprovecha de su posición social y económica. Por contra, la sociedad mindoniense, especialmente el estrato rural, es mostrada como claramente idílica y virtuosa, y bien simbolizada por la figura de Pepiña, objeto de los deseos de la "bestia". Esta tranquila sociedad sólo puede ser conducida a la modernidad por el tradicionalismo, respetuoso con los principios morales fundamentados en la guía eclesial. Tales valores se condensan en la figura de Pedro.
Estilísticamente ha sido calificada de novela sociopolítica, dado el carácter de los hechos generales narrados. A Carré, sin embargo, le impresionó más el asunto traslucido por el título: el abuso sexual de un cacique, de modo que no dudó en calificar la novela de naturalista (el propio autor aludía la Lana bête humaine de Émile Zola), lo que sólo en parte aceptó Ricardo Carballo Calero, que prefirió encuadrarla en la sátira social.

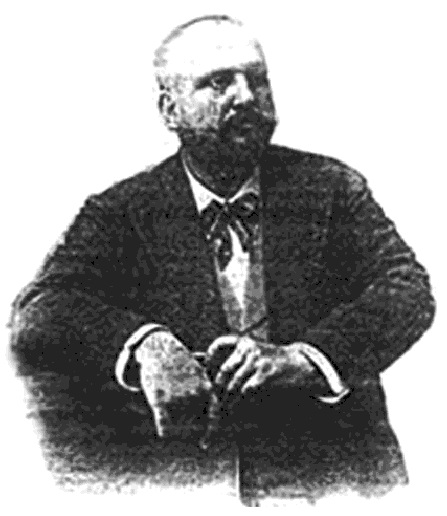
Patricio Delgado. Xan de Masma.

### Lenguaje de la novela
Delgado Luaces poseía un rico vocabulario y una variada fraseología, procedentes de un gallego sin duda bebido en el mundo rural mindoniense. Con todo, muestra conocer la literatura que entonces se hacía, de la que incorpora soluciones que son ajenas al gallego de su zona. Sin embargo, su gramática transluce con frecuencia el amoldamiento a estructuras del castellano, lo que no debe por otra parte extrañar, dado que su educación letrada regular había sido necesariamente sido en ese idioma, y, sin duda, cuando escribe, en Cuba, está insertado en un medio que no favorece la escritura fácil y espontánea en su presunto idioma materno.

### Difusión de la novela
Al ser publicada en folletín, en 187 números, y no ser publicada en un volumen, la difusión de la obra fue limitada y, en principio, sólo estuvo al alcance de los lectores de "Follas Novas". Ello explica el escaso conocimiento de la misma en el mundo gallego, a pesar de ser citada por Carré en 1911. Sin duda, Carballo Calero leyó la novela o bien consiguió de alguien una amplia información sobre a misma por otra persona. El caso fue que, para el lector corriente, toda la información sobre a misma fue indirecta durante bastantes décadas.
En 1993 Modesto Hermida y Carme Hermida la publicaron en la editorial Galaxia, con una introducción literaria general (pero que no proporcionaba mayores datos sobre la vida del autor) y un comentario lingüístico. Sin embargo, la edición seguía sin ser completa, como confesó Modesto Hermida. Los editores batieron con tres tomos encuadernados, pero, a pesar de sus esfuerzos, no lograron localizar un hipotético cuarto tomo que contendría la parte final, de la que Carballo Calero tuvo noticia o vio directamente. La edición actual de "A besta!" es, por tanto, incompleta.

### Ediciones
- A Besta!: novela de costumes gallegas. La Habana. Rev. Follas Novas. 1899-1900.
- A besta!. Prólogo de Modesto Hermida y comentario lingüístico de Carme Hermida. Vigo. Ed. Galaxia. 1993 - ISBN 84-7154-857-7